# ASEANサッカー連盟
ASEANサッカー連盟（アセアンサッカーれんめい、英: Asean Football Federation）は、東南アジア地域の11の国・地域が在籍するサッカー連盟である。略称はAFF。東南アジアサッカー選手権などの大会を主催する。

## 加盟国
| 国家サッカー協会 | 加入年 |
| ---------------- | ------ |
| インドネシア     | 1984年 |
| オーストラリア   | 2013年 |
| カンボジア       | 1996年 |
| シンガポール     | 1984年 |
| タイ             | 1984年 |
| フィリピン       | 1984年 |
| ブルネイ         | 1984年 |
| ベトナム         | 1996年 |
| マレーシア       | 1984年 |
| ミャンマー       | 1996年 |
| ラオス           | 1996年 |
| 東ティモール     | 2004年 |

## 大会一覧
- ASEANチャンピオンシップ
- AFF U-23ユース選手権
- AFF U-19ユース選手権
- AFF U-16ユース選手権
- 東南アジア女子サッカー選手権
- AFF U-19女子サッカー選手権
- AFF U-16女子サッカー選手権
- ASEANクラブチャンピオンシップ
- AFFフットサル選手権